# 헨리크 시그넬
쿠르트 헨리크 시그넬(스웨덴어: Kurt Henrik Signell, 1976년 1월 2일~)은 스웨덴의 핸드볼 선수, 지도자로 현역 시절 포지션은 센터백이다. 2023년부터 2024년까지 대한민국 여자 핸드볼 국가대표팀의 감독을 맡았다.